# 보은의 백송
보은의 백송은 대한민국의 천연기념물이었던 백송이다.
1792년(정조 17년) 해풍 김씨의 시조인 김상진이 중국에서 씨를 가져와서 심었다 한다.
2002년 여름의 호우와 2003년 여름의 저온 현상 때문에 가지가 말랐다. 문화재청이 조사한 결과 근처에 도로 공사를 하면서 나무를 보호하기 위해 나무 주변에 쌓은 1.5 m 높이의 돌담 때문에 물이 빠지지 않아 뿌리가 썩어 있었다. 돌담을 없애고 나무를 살리려고 노력했지만 성과를 보지 못했고, 2004년 8월 보은군은 백송이 말라 죽었다고 발표했다. 이듬해에 천연기념물 지정이 해제되었다.